# Dobrochoczy
Dobrochoczy – istota demoniczna opiekująca się lasem znana wyłącznie u Słowian wschodnich.
W przeciwieństwie do Leszego, który był przede wszystkim panem zwierzyny leśnej, Dobrochoczy był opiekunem rosnących w lesie roślin. Był także od niego mniej kapryśny i bardziej pokojowo nastawiony do ludzi odwiedzających las. Odnosił się do nich nieufnie, jednakże był uważany za sprawiedliwego sędziego. Opiekował się pokrzywdzonymi i karał nieuczciwych, dla których był bezlitosny. Zsyłał na nich dotkliwe choroby, a czasami również bolesną śmierć. Jego kary zawsze dotykały wyłącznie winnego, nigdy całej jego rodziny.
Przebłagać go można było zawiniętą w czyste płótno ofiarą z chleba i soli pozostawioną w lesie. W ten sposób błagano także demona o pomoc w odnalezieniu zaginionych w lesie jako, że Dobrochoczy często otaczał opieką pokrzywdzonych i zagubionych. Tych często wyprowadzał z lasu bądź przenosił w bardziej bezpieczne miejsce.
Dobrochoczy upodabniał się najczęściej do drzew a jego wzrost zmieniał się w zależności od ich wysokości. Mógł w ten sposób obserwować przebywających w lesie ludzi. Demon przyjmował także postać leśnego jeźdźca lub wiru powietrznego. Rzadziej można go było także zobaczyć w postaci zwierzęcej. Potrafił także naśladować odgłosy lasu, np. imitując echo.